# Calesia nigriventris
Calesia nigriventris är en fjärilsart som beskrevs av Aurivillius 1909. Calesia nigriventris ingår i släktet Calesia och familjen nattflyn. Inga underarter finns listade i Catalogue of Life.